# Báthory-familjen (av Aba-klanen)
Familjen Báthory av Gágy från Aba-klanen representerar en betydande släktlinje inom den ungerska adeln. Denna familj är en del av Báthory-familjer som har påverkat Ungerns historia under flera århundraden.

## Historia

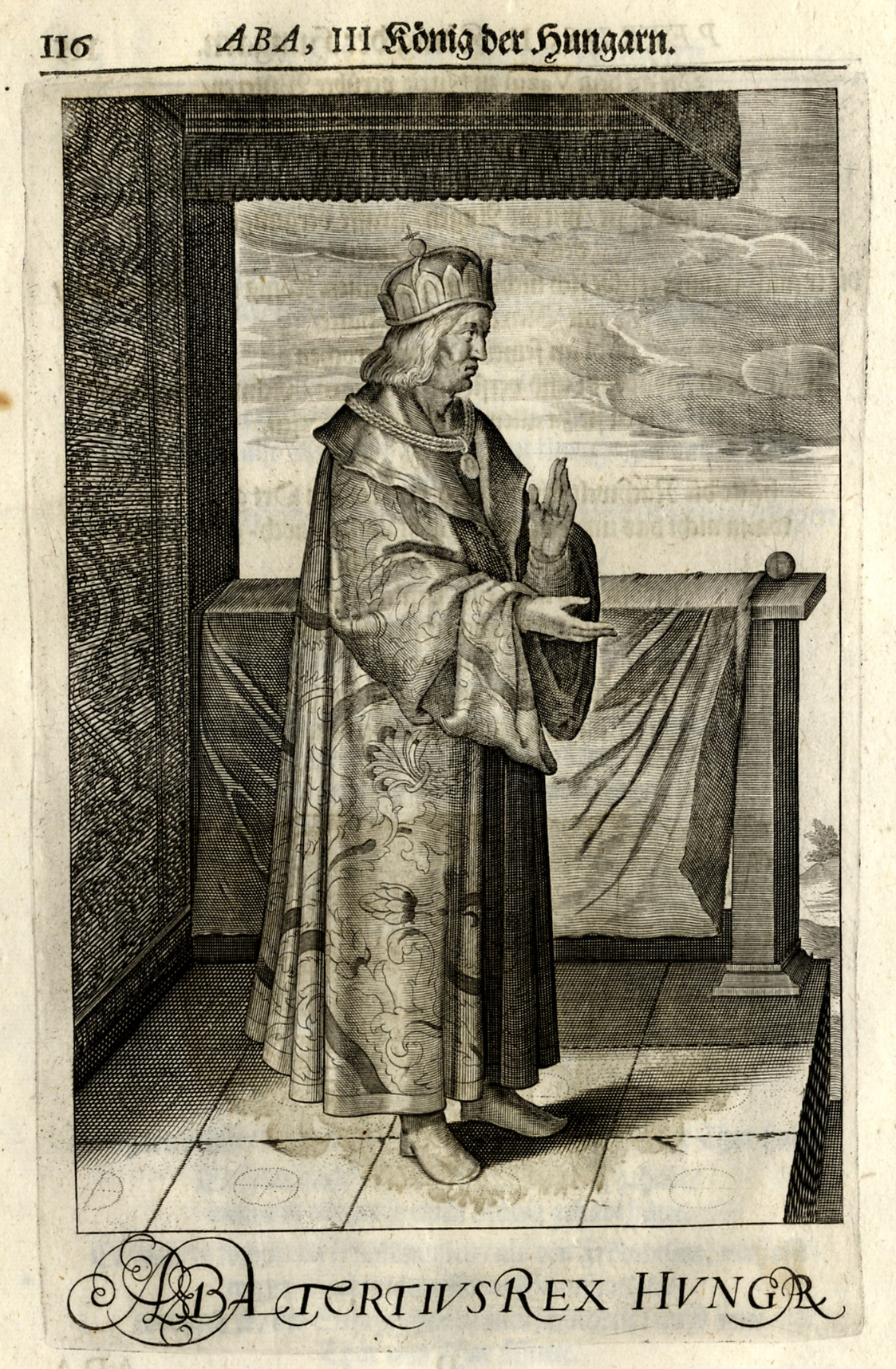
Kung Samuel Aba

Báthory-namnet är förknippat med fyra stora historiska familjer:
1. Báthory av Somlyó
2. Báthory av Ecsed
3. Báthory av Szaniszlófi
4. Báthory av Gágy[1]

Dessa familjer spelade en avgörande roll i Ungerns medeltida och tidigmoderna historia. Vid slutet av 1600-talet dog dock alla fyra linjer på den manliga sidan, vilket ledde till att namnet försvann helt. Vissa människor med variationer av namnet Bátori lever fortfarande idag, men de flesta har ingen koppling till de historiska familjerna, då en namnreform av kung Josef II 1787 krävde att människor skulle anta tyska eller ungerska namn, så i mitten av 1800-talet fick många människor tillstånd att ta även historiska namn (t.ex. Báthory, Rákóczy, etc.)
Denna artikel fokuserar specifikt på familjen Báthory i Aba-klanen, som utforskar dess unika historiska bana och bidrag.

## Aba klanen

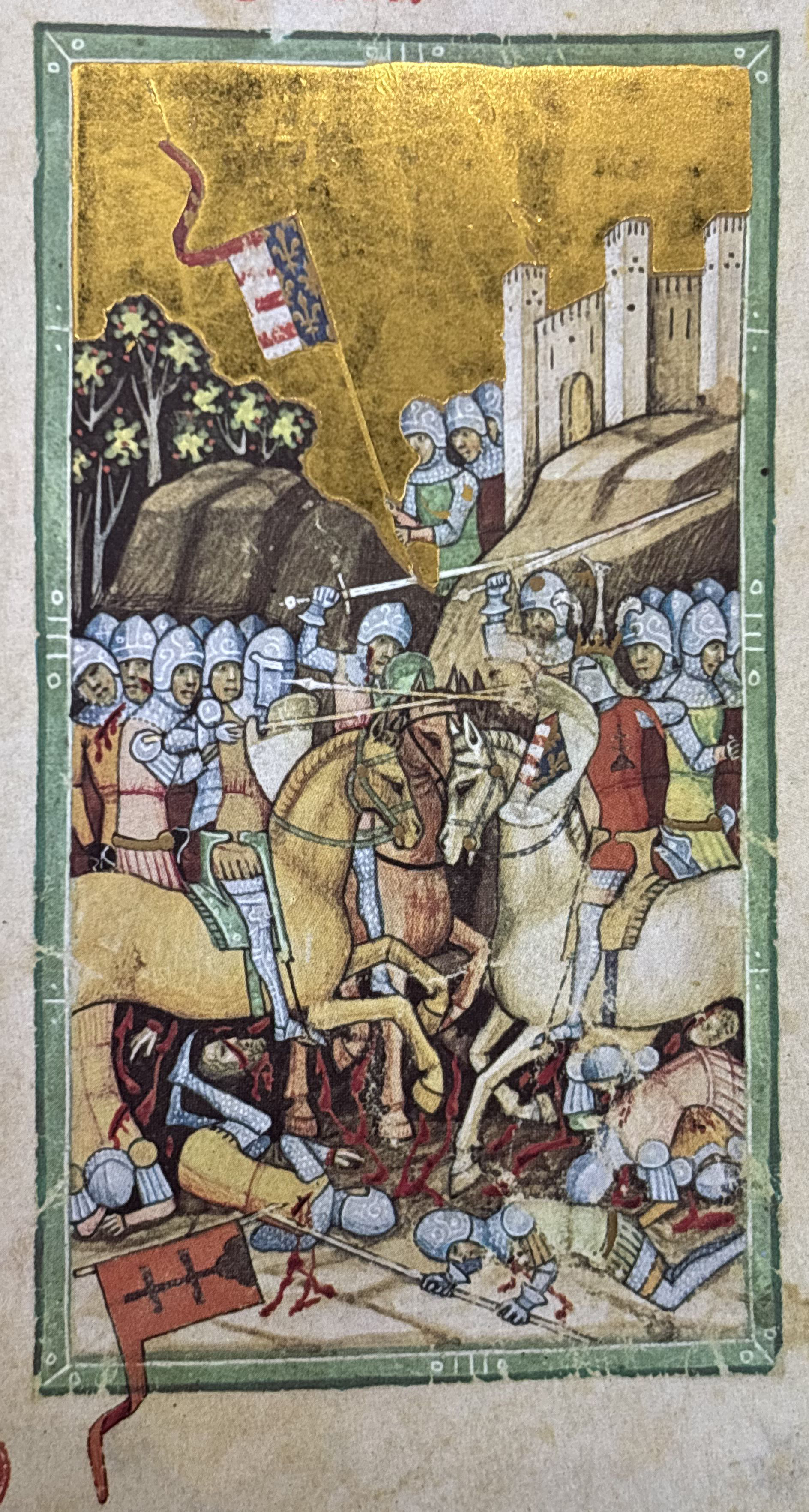
Slaget vid Rozgony

Báthory-familjen av Gágy var en gren av den framstående  Aba-klanen, ett framstående adelshus i Ungern. Aba-klanen härstammar från kung Samuel Aba, som var en betydande figur i tidig ungersk historia och svågern till Stefan I av Ungern. Samuel Abas regeringstid präglades av ansträngningar att konsolidera och stärka den begynnande ungerska staten, vilket lade grundstrukturer för framtida styrelseformer. Aba-klanens framträdande ställning förstärktes ytterligare av Árpád-dynastin, som gav dem många förläningar och landområden. Byggandet av slottet Szalánc, tillskrivet greve Péter av Aba-klanen, är ett exempel på deras inflytande och status. Slottet dokumenterades första gången i 1230 och spelade en stor roll i regionalpolitiken. 
År 1330 allierade greve Péter II, herre av Szalánc (förfader till Báthory-grenen), med Máté III Csák och andra inflytelserika adelsmän mot kung Karl I av Ungern. Det efterföljande nederlaget i slaget vid Rozgony ledde till att Szalánc-slottet förverkades till greve William Drugeth, vilket illustrerar tidens skiftande lojaliteter och förmögenheter.

## Uppkomsten av Báthory-namnet

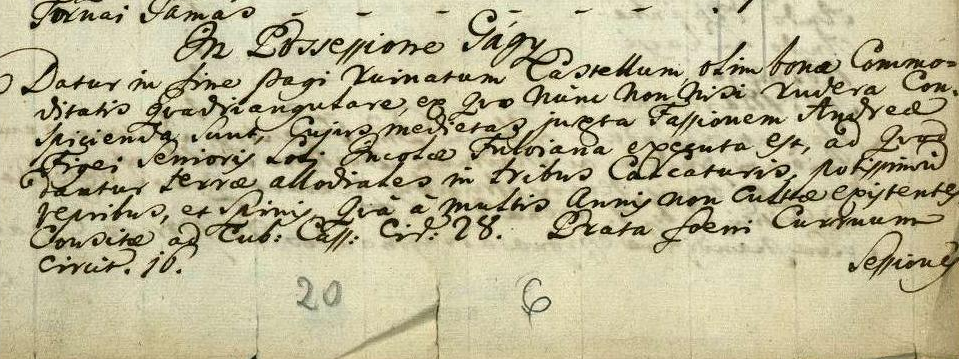
Detalj från 1703 års godsräkning noterar att slottet i Gágy redan låg i ruiner

Namnet Báthory uppstod i början av 1300-talet när familjen befäste sin position som betydande markägare. Miklós I (I vissa dokument som Miklós Sirokay från sin fars gods i Siroka, eller som Miklós Grevin och Miklós Gereven, troligen på grund av hans status som "Graf" eller "Greve", en nyckelfigur i familjen, tjänstgjorde som kunglig dörrvakt från 1338 till 1342  och senare som Voivode (hertig) av Transsylvanien. Hans administrativa och militära roller understryker familjens växande inflytande. Miklós beviljades Gágys och Gagybátors gods i Abaúj län, ett tydligt bevis på hans och hans familjs gynnade status med kronan. Med tiden byggde Miklós och hans ättlingar flera viktiga byggnader i dessa områden, inklusive ett bostadsslott och ett befäst slott med torn i Gágy, samt ett annat bostadsslott i Gagybátor. Dessa slott var inte bara symboler för makt och prestige utan fungerade också som strategiska fästen i en tid av konstant politisk instabilitet och militära hot.
Tyvärr har ingen av dessa strukturer överlevt tidens tand, till stor del på grund av de obevekliga konflikterna med både de osmanska turkarna och österrikarna, som ödelade stora delar av regionen. Dessa slott, liksom många andra i Ungern, blev offer i flera hundra år lång krigföring, och lämnade bara fragment av sin tidigare storhet efter sig. Idag finns de endast kvar i historiska dokument, som påminnelser om en gång blomstrande adelsfamiljer och de turbulenta tider de genomlevde.

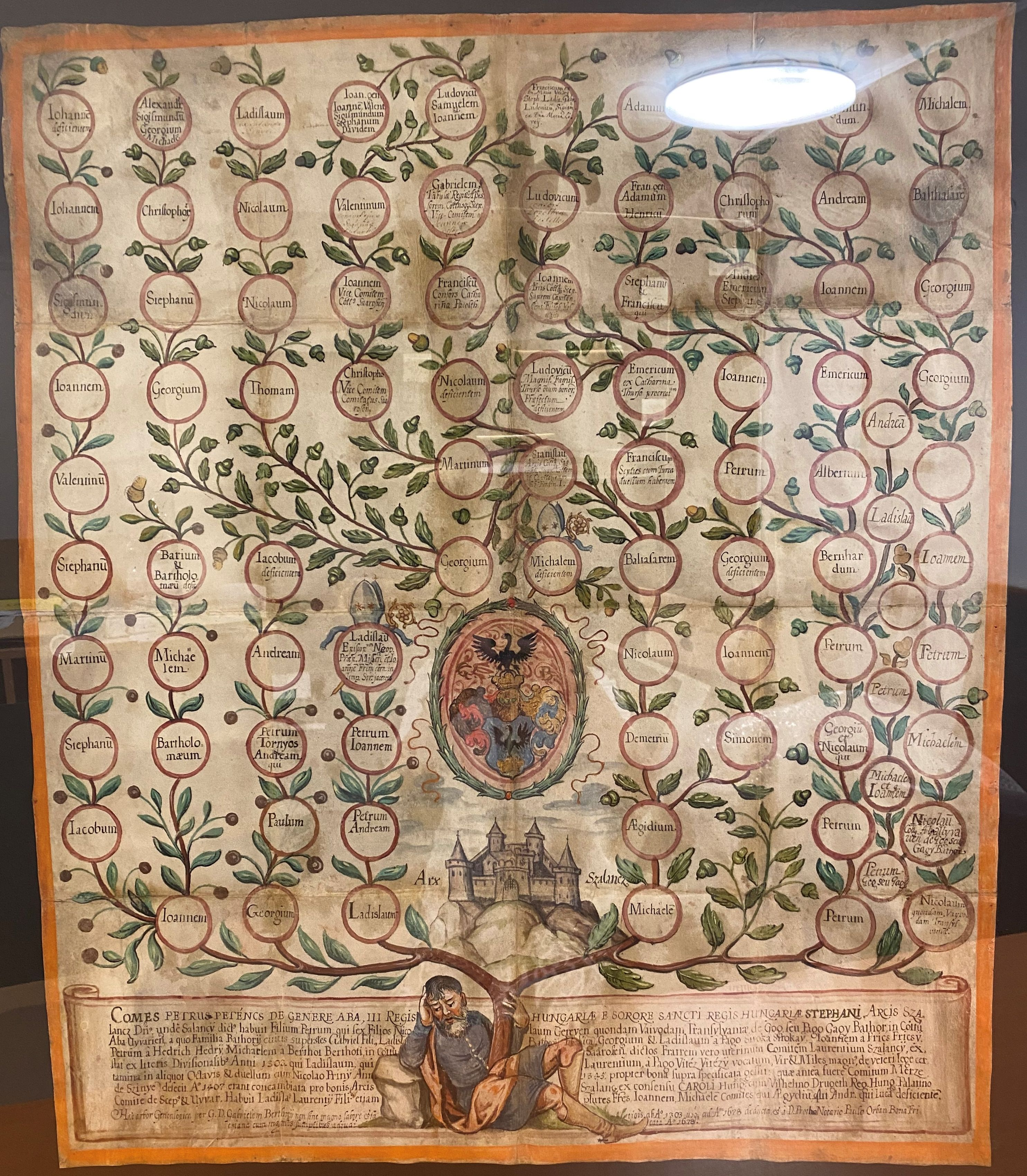
Släktträd över Báthory av Gágy-familjen med början från greve Péter II av Aba, herre av Szalánc, och hans son Miklós I, vojvod (hertig) av Transsylvanien, stamfader till Báthory-grenen.

Miklós I och hans ättlingar började använda namnet 'Báthory av Gágy', härlett från deras egendomar Gágy och Gagybátor. Det var dock János III som konsekvent använde namnet "Báthory de Gágy" i officiella dokument och därigenom formaliserade familjens nya beteckning. Denna namnantagelse markerade det officiella upprättandet av Báthory-grenen av Aba-klanen och symboliserade familjens sammanhållning och deras integration i den bredare ungerska adelsstrukturen.
Den manliga linjen i familjen Báthory av Gágy upphörde 1689 med Gábor II:s död, som inte hade några arvingar. Denna händelse hade en djupgående inverkan på familjens arv och egendomar, vilket markerade slutet på en era för ett av Ungerns mest anrika adelshus.

## Familjeband och historisk betydelse
En anmärkningsvärd medlem av familjen Báthory av Gágy var Katalin Hetesi Pethe, mor till László IV Báthory och Katalin Báthory. Katalins härstamning var direkt kopplad till inflytelserika medeltida familjer genom hennes mor, Margareta Perényi, hustru till armégeneralen László Hetesi Pethe.

## Heraldik och symboler
De heraldiska prestationerna av familjen Báthory av Gágy är minutiöst nedtecknade i Johann Ambrosius Siebmachers Siebmachers Wappenbuch, en omfattande katalog över europeiska vapensköldar. Siebmacher, en berömd tysk herald och guldsmed, ger en detaljerad illustration av det stora och det lilla sigill som används av familjen Báthory. Detta sigill återspeglar familjens ädla status och fungerar som en historisk artefakt som dokumenterar deras heraldiska traditioner.

## Familjen Báthory i modern tid
I moderna tider har Tibor Báthory-Szőnyi (som har svenska familjerelationer genom sina barn Mario Báthory-Szőnyi Lundqvist och Angela Báthory-Szőnyi Lundqvist) spelat en avgörande roll i att verifiera Báthory-familjens släktlinje. Genom noggrant arbete har Tibor spårat sin härkomst till den kvinnliga grenen av familjen, specifikt till Katalin, dotter till Sigismundo Báthory av Gágy. Denna genealogiska bekräftelse utfördes i samarbete med civilregisteravdelningen (Skatteverket) i Ungern, med stöd av en mängd civila, kyrkliga och arkivdokument.
Tibor Báthory-Szőnyis forskning i hans bok Noblesse Oblige (ISBN 978-615-01-9476-9),  erbjuder en djupgående utforskning av familjens historiska bana och dess inverkan på det ungerska samhället. Boken berättar inte bara om händelserna och framstående personer i familjen Báthory utan undersöker också deras kulturella och sociala bidrag. Tibors arbete bidrar avsevärt till bevarandet av familjens arv och ökar vår förståelse för Báthory-familjens roll i Ungerns historia.

## Närstående familjemedlemmar
- Samuel Aba – den tredje kungen av Ungern
- Amadeus Aba – Ungerns Palatine
- Greve Peter av Aba – Lord of Szalánc Castle
- Miklós I ' Voivode (hertig) av Transsylvanien
- László av Gágy[18] – Miklós I ' bror, vars gravsten från 1332 visar Aba-klanens Árpád-randiga vapen. Denna gravsten är anmärkningsvärd som en av de äldsta i Ungern, med en vackert utförd tidiggotisk heraldisk stil och representerar Aba-klanens gamla vapen.